# Anna Kaleri
Anna Kaleri (* 1974 in Wippra,  bürgerlicher Ehe-Name Anna Schneider) ist eine deutschsprachige Autorin.

## Leben
Anna Kaleri beendete nach der Wende in der DDR eine Ausbildung und holte in Berlin das Abitur nach. Im Anschluss wurde sie am Deutschen Literaturinstitut Leipzig aufgenommen, wo sie von 1996 bis 2002 mit Unterbrechung durch einen zweijährigen Schweizaufenthalt studierte. Nach dem Diplom an der Universität Leipzig 2002 arbeitete sie als freie Autorin und Journalistin u. a. für die Leipziger Volkszeitung, Deutschlandfunk, MDR Kultur und Tagesspiegel. Von 2008 bis 2015 leitete sie die Prosawerkstatt Leipzig. 
Anna Kaleri veröffentlichte in zahlreichen Zeitschriften und Anthologien. Nach ihrem Debüt mit spielerischen Prosaminiaturen, „Es gibt diesen Mann“ (2003), folgte der erste Roman Hochleben (2006), eine autobiografisch geprägte ironische Auseinandersetzung mit Ereignissen um 1989. Im Roman Der Himmel ist ein Fluss (2012) empfindet sie das Leben ihrer masurischen Großmutter nach, die sie nicht kennen konnte, weil sie 1945 erschossen wurde.
Anna Kaleri lebt mit ihrer Familie in Leipzig.

## Gesellschaftliches Engagement
In Reaktion auf die fremdenfeindlichen Vorfälle in Sachsen rief Kaleri die Initiative „Literatur statt Brandsätze“ ins Leben, der sich 60 Autoren und Autorinnen aus Sachsen anschlossen. Nach Ende der ehrenamtlichen Lesungen gründete sie mit anderen Kulturschaffenden „Lauter Leise e.V. Kunst und Demokratie in Sachsen“ und leitet den Verein seitdem. Lauter Leise e.V. hat sich zum Ziel gesetzt, über Kunstaktionen und konstruktive Ausdrucksformen Demokratie und Weltoffenheit in Sachsen zu stärken. Der Verein organisiert im Verbund mit sächsischen Kulturschaffenden jährlich rund 30 kulturelle Aktionen an Schulen und im öffentlichen Raum. Er wurde 2016 mit dem Preis „Aktiv für Demokratie und Toleranz“ der Bundeszentrale für Politische Bildung und 2018 mit dem Sächsischen Demokratiepreis ausgezeichnet.
Von 2020 bis 2024 war sie Stadträtin in Leipzig.

## Preise / Stipendien
- 1997 Weddinger Literaturpreis
- 2003 Wiepersdorf – Stipendium der Sächsischen Kulturstiftung
- 2004 Grenzgängerstipendium der Robert-Bosch-Stiftung
- 2004 Hörspielstipendium des Deutschen Literaturfonds
- 2007 Arbeitsstipendium der Sächsischen Kulturstiftung
- 2010 Aufenthaltsstipendium Studios International Höfgen
- 2017 Förderpreis zum Lessing-Preis des Freistaates Sachsen
- 2024 Arbeitsstipendium der Sächsischen Kulturstiftung

## Werk
- Es gibt diesen Mann. Prosaminiaturen. Luchterhand Literaturverlag, 2003, ISBN 3-630-87152-6.[6][7][8]
- Es gibt diesen Mann. E-Book. Lindenau Verlag, 2012, ISBN 978-3-9815447-0-1.
- Hochleben. Roman. Mitteldeutscher Verlag, 2006, ISBN 3-89812-387-1.
- Der Himmel ist ein Fluss. Roman. Graf Verlag, 2012, ISBN 978-3-86220-032-0.[9]
- Masurisches Tagebuch – Spurensuche zum Roman „Der Himmel ist ein Fluss“. E-Book. Lindenau Verlag, 2012, ISBN 978-3-9815447-2-5.